# Замок Ландек

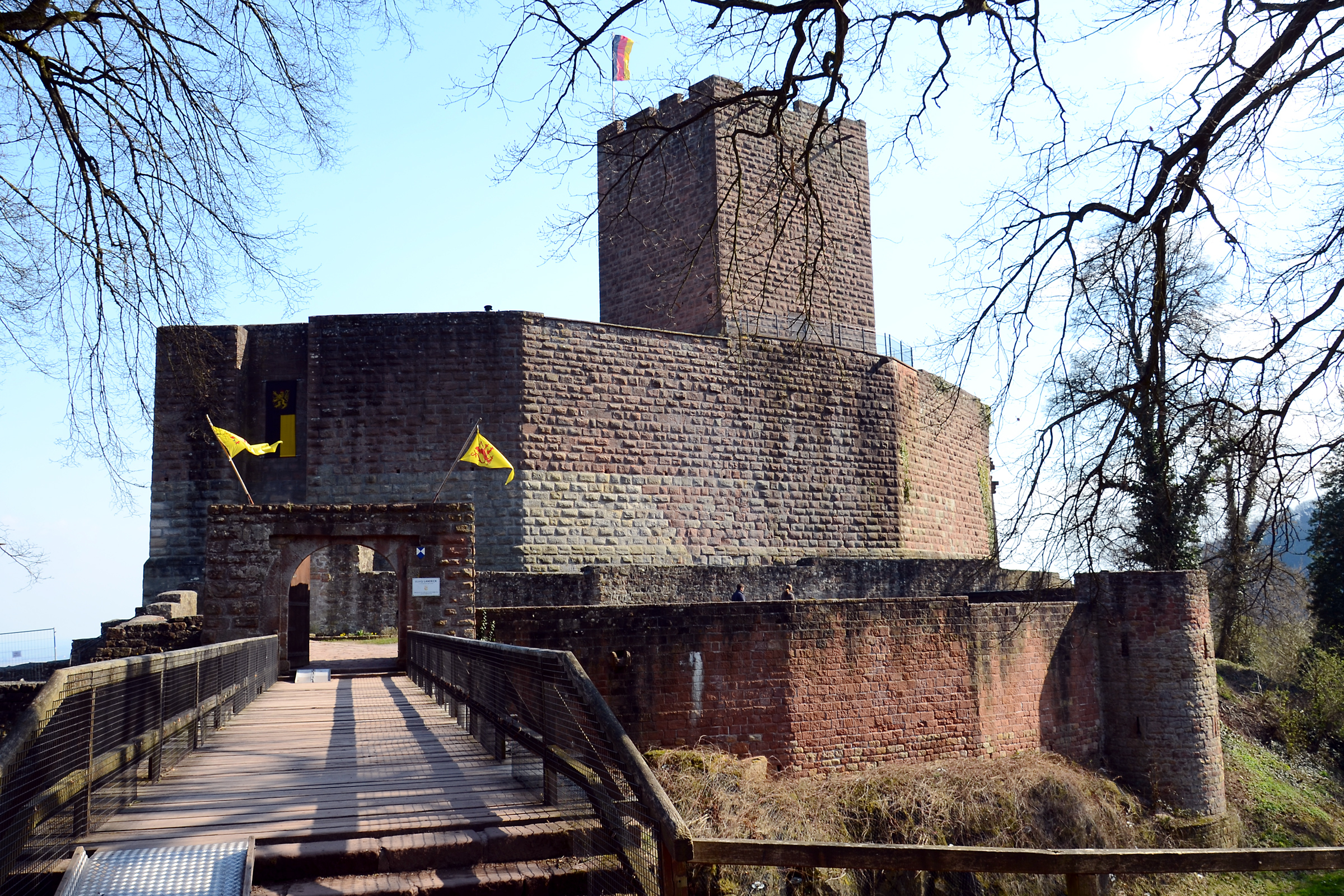
Замок Ландек

Замок Ландек (нем. Burg Landeck) находится в Германии, в федеральной земле Рейнланд-Пфальц, юго-западнее Ландау , близ городка Клингенмюнстер.

## История
Как и у большинства замков Пфальца, точный год постройки Ландека неизвестен. Условно принято считать, что замок возвели приблизительно во второй половиной XII века поблизости с разрушенной башней Шлёссель (нем. Schlössel). Прямых доказательств этого предположения не существует. Предполагается, что обе твердыни служили защитой для близлежащего монастыря Клинген(-мюнстер). Архитектура замка характерна для начала XIII века. Впервые упомянут в 1237 году в документах о разделе владений Лейнингенского дома. Географически относился к землям графства Цвейбрюккенского.